# Joël Rideau
Joël Rideau, né le 21 septembre 1939, décédé le 17 juin 2023, fut un juriste, professeur émérite à l'université Nice Sophia Antipolis, diplômé de l'Académie de droit international de La Haye (1967) et membre honoraire de l'Institut universitaire de France.

## Publications
- « Le rôle de l'Union européenne en matière de protection des droits fondamentaux », Recueil des cours de l'Académie de Droit international, t. 265, 1997
- Code de procédures communautaires annoté, Paris, LITEC, 2002 (avec Fabrice Picod)
- Manuel de droit institutionnel de l'Union et des Communautés européennes, Paris, LGDJ, 2006, 5° éd.